# Lew Hoad
Lewis Alan »Lew« Hoad, avstralski tenisač, * 23. november 1934, Glebe, Novi Južni Wales, Avstralija, † 3. julij 1994, Fuengirola, Španija.
Lew Hoad je osvojil trinajst turnirjev za Grand Slam. V posamični konkurenci se je šestkrat uvrstil v finale, osvojil pa Prvenstvo Avstralije leta 1956, Amatersko prvenstvo Francije leta 1956 ter Prvenstvo Anglije v letih 1956 in 1957. Na turnirjih za Nacionalno prvenstvo ZDA se je leta 1956 uvrstil v finale, kjer ga je premagal Ken Rosewall. Med letoma 1958 in 1968 je sodeloval na profesionalnih turnirjih Pro Slam, kjer je dosegel eno zmago in se še sedemkrat uvrstil v finale. V konkurenci moških dvojic, kjer je bil njegov najpogostejši partner rojak Ken Rosewall, je osvojil karierni Grand Slam. Po trikrat je osvojil Prvenstvo Avstralije in Prvenstvo Anglije ter po enkrat Nacionalno prvenstvo ZDA in Amatersko prvenstvo Francije. Tudi v konkurenci mešanih dvojic je osvojil en turnir za Grand Slam, Amatersko prvenstvo Francije. V letih 1952, 1953, 1955 in 1956 je bil član zmagovite avstralske reprezentance na Davisovem pokalu. Leta 1980 je bil sprejet v Mednarodni teniški hram slavnih.

## Finali Grand Slamov

### Posamično (6)

#### Zmage (4)
| Leto | Turnir                       | Nasprotnik v finalu | Rezultat finala    |
| 1956 | Prvenstvo Avstralije         | Ken Rosewall        | 6–4, 3–6, 6–4, 7–5 |
| 1956 | Amatersko prvenstvo Francije | Sven Davidson       | 6–4, 8–6, 6–3      |
| 1956 | Prvenstvo Anglije            | Ken Rosewall        | 6–2, 4–6, 7–5, 6–4 |
| 1957 | Prvenstvo Anglije (2)        | Ashley Cooper       | 6–2, 6–1, 6–2      |

#### Porazi (2)
| Leto | Turnir                   | Nasprotnik v finalu | Rezultat finala    |
| 1955 | Prvenstvo Avstralije     | Ken Rosewall        | 7–9, 4–6, 4–6      |
| 1956 | Nacionalno prvenstvo ZDA | Ken Rosewall        | 6–4, 2–6, 3–6, 3–6 |

### Moške dvojice (13)

#### Zmage (8)
| Leto | Turnir                       | Partner      | Nasprotnika v finalu              | Rezultat finala      |
| 1953 | Prvenstvo Avstralije         | Ken Rosewall | Don Candy Mervyn Rose             | 9–11, 6–4, 10–8, 6–4 |
| 1953 | Amatersko prvenstvo Francije | Ken Rosewall | Mervyn Rose Clive Wilderspin      | 6–2, 6–1, 6–1        |
| 1953 | Prvenstvo Anglije            | Ken Rosewall | Rex Hartwig Mervyn Rose           | 6–4, 7–5, 4–6, 7–5   |
| 1955 | Prvenstvo Anglije (2)        | Rex Hartwig  | Neale Fraser Ken Rosewall         | 7–5, 6–4, 6–3        |
| 1956 | Prvenstvo Avstralije (2)     | Ken Rosewall | Don Candy Mervyn Rose             | 10–8, 13–11, 6–4     |
| 1956 | Prvenstvo Anglije (3)        | Ken Rosewall | Orlando Sirola Nicola Pietrangeli | 7–5, 6–2, 6–1        |
| 1955 | Nacionalno prvenstvo ZDA     | Ken Rosewall | Hamilton Richardson Vic Seixas    | 6–2, 6–2, 3–6, 6–4   |
| 1957 | Prvenstvo Avstralije (3)     | Neale Fraser | Mal Anderson Ashley Cooper        | 6–3, 8–6, 6–4        |

#### Porazi (5)
| Leto | Turnir                           | Partner       | Nasprotnika v finalu       | Rezultat finala         |
| 1954 | Amatersko prvenstvo Francije     | Ken Rosewall  | Vic Seixas Tony Trabert    | 4–6, 2–6, 1–6           |
| 1954 | Nacionalno prvenstvo ZDA         | Ken Rosewall  | Vic Seixas Tony Trabert    | 6–3, 4–6, 6–8, 3–6      |
| 1955 | Prvenstvo Avstralije             | Ken Rosewall  | Vic Seixas Tony Trabert    | 3–6, 2–6, 6–2, 6–3, 1–6 |
| 1956 | Amatersko prvenstvo Francije (2) | Ashley Cooper | Don Candy Robert Perry     | 5–7, 3–6, 3–6           |
| 1957 | Prvenstvo Anglije (2)            | Neale Fraser  | Budge Patty Gardnar Mulloy | 10–8, 4–6, 4–6, 4–6     |

### Mešane dvojice (4)

#### Zmage (1)
| Leto | Turnir                       | Partner          | Nasprotnika v finalu           | Rezultat finala |
| 1954 | Amatersko prvenstvo Francije | Maureen Connolly | Jacqueline Patorni Rex Hartwig | 6–4, 6–3        |

#### Porazi (3)
| Leto | Turnir                       | Partner           | Nasprotnika v finalu                 | Rezultat finala |
| 1952 | Nacionalno prvenstvo ZDA     | Thelma Coyne Long | Doris Hart Frank Sedgman             | 3–6, 5–7        |
| 1955 | Prvenstvo Avstralije         | Jenny Staley      | Thelma Coyne Long George Worthington | 2–6, 1–6        |
| 1956 | Nacionalno prvenstvo ZDA (2) | Darlene Hard      | Margaret Osborne Ken Rosewall        | 7–9, 1–6        |